# Mazeppa (poème symphonique)
Pour les articles homonymes, voir Mazeppa.

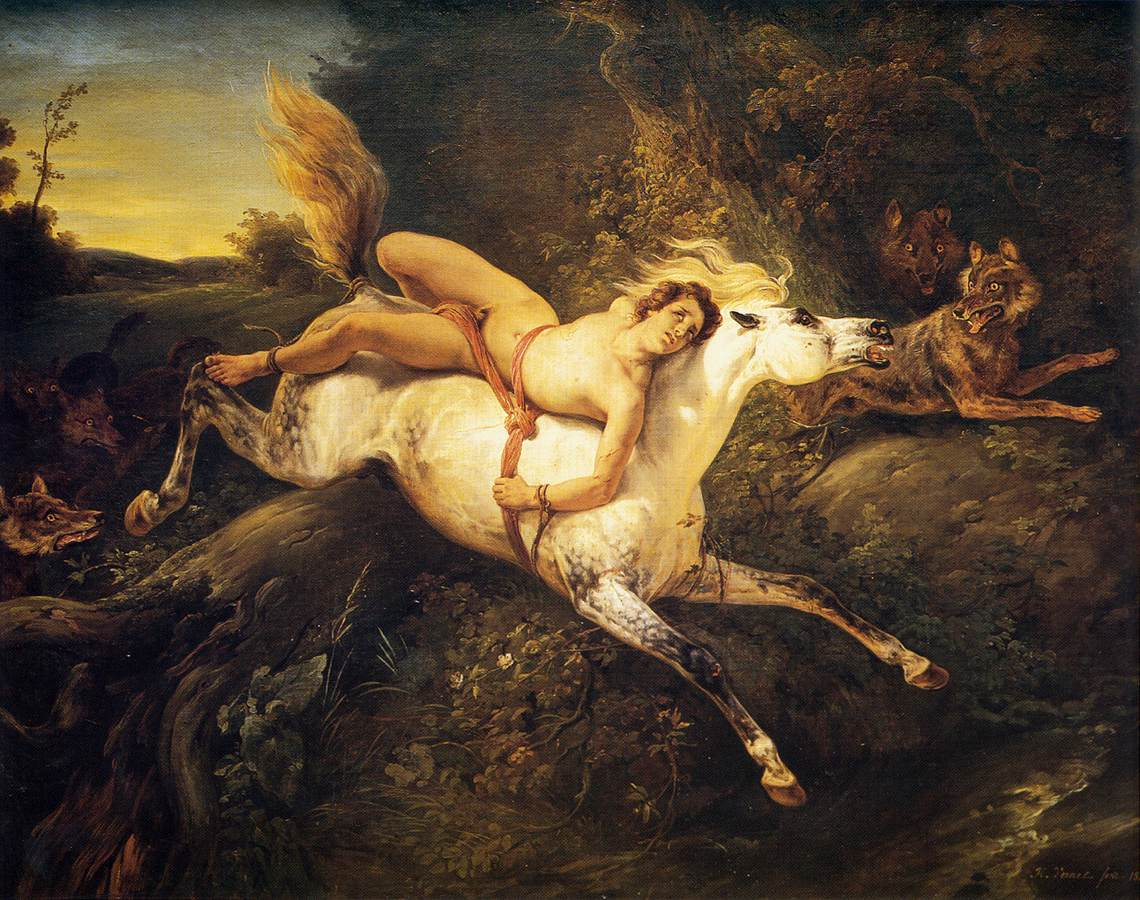
Mazeppa aux loups, Horace Vernet, 1826, Musée Calvet d'Avignon.

Mazeppa est un poème symphonique de Franz Liszt daté de 1851. La première audition a lieu au théâtre de la Cour de Weimar le 16 avril 1854 sous la direction du compositeur.

## Genèse de l'œuvre
Liszt composa ce poème symphonique en utilisant sa quatrième Étude d'exécution transcendante de 1839. La finalité de cette œuvre était de transposer en musique le trente-quatrième poème des Orientales de Victor Hugo, inspiré par Ivan Mazepa, héros national ukrainien. Liszt a retenu trois éléments de cette histoire :
- la course folle sur le dos du cheval ;
- la chute qui semble annoncer la mort ;
- le réveil et le triomphe[1].

## Orchestration
L'orchestration est d'abord confiée à Joseph Joachim Raff mais Liszt la réalisera définitivement en 1854 avec une partition d'orchestre qui comporte finalement :
- 1 petite flûte, 2 grandes flûtes ;
- 2 hautbois, 1 cor anglais ;
- 1 clarinette en ré, une clarinette en la ;
- 1 clarinette basse en ut ;
- 3 bassons ;
- 4 cors en fa ;
- 2 trompettes en ré, 1 trompette en mi ;
- 2 trombones ténor, 1 trombone basse ou tuba ,
- Timbales en ré, la ;
- Triangle, cymbales, grosse caisse ;
- Quintette à cordes[2].